# Døde i 2002
Døde i 2002  er en liste over notable personer, der er afgået ved døden i 2002 . 

## Januar
| - Peggy Lee - Astrid Lindgren |

- 1. januar – Mohand Arab Bessaoud, Berber aktivist og forfatter (født 1924).
- 3. januar – Freddy Heineken, tidligere direktør Heineken (født 1923).
- 3. januar – Antonio Todde, den ældste kendte mand i verden på tidspunktet (fra Tiana, Sardinien – Italien) (født 1889).
- 3. januar – Juan García Esquivel, mexicansk musiker (født 1918).
- 5. januar – Astrid Henning-Jensen, dansk filminstruktør (født 1914).
- 8. januar – Dave Thomas, grundlægger af Wendy's International (født 1932).
- 8. januar – Alexander Prochorow, russisk fysiker, nobelprisen i fysik 1964 (født 1916).
- 9. januar – Claus Berggren, dansk morder (født 1951).
- 10. januar – Lillian Tillegreen, dansk skuespillerinde (født 1925).
- 12. januar – Cyrus Vance, tidligere amerikansk udenrigsminister (1977-1980) (født 1917).
- 13. januar – Ted Demme, amerikansk film- og tv-instruktør (Blow, Beautiful Girls) (født 1963).
- 13. januar – Lars Swane, dansk maler og grafiker (født 1913).
- 13. januar − Gregorio Fuentes, cubansk kaptajn (født 1897).
- 15. januar – Bjørn Moe, dansk seminarielektor, lærer, forfatter og administrator (født 1914).
- 16. januar – Bobo Olson, amerikansk bokser (født 1928).
- 16. januar – Michael Anthony Bilandic, Borgmester i Chicago (født 1923).
- 17. januar – Camilo Jose Cela, spansk forfatter, nobelprisen i Litteratur 1989 (født 1916).
- 19. januar – Vavá, brasiliansk fodboldspiller (født 1934).
- 19. januar – Jeff Astle, engelsk fodboldspiller (født 1942).
- 21. januar – Peggy Lee, amerikansk jazzmusiker (født 1920).
- 21. januar – Gerda Nystad, dansk tegner, illustrator og maler (født 1922).
- 22. januar – Jack Shea, amerikansk skøjteløber (2 gange olympisk mester 1932) (født 1910).
- 23. januar – Pierre Bourdieu, fransk sociolog (født 1930).
- 23. januar – Robert Nozick, amerikansk filosof (født 1938).
- 25. januar – Arne Ingdam, dansk billedhugger (født 1921).
- 26. januar – Teddy Sørensen, dansk maler, grafiker, billedhugger og installationskunstner (født 1938).
- 26. januar − Francisco Cabañas, mexicansk bokser (født 1912).
- 27. januar – Gunnar Auken, dansk læge (født 1913).
- 28. januar – Astrid Lindgren, svensk børnebogsforfatter (født 1907).

## Februar
| - Princess Margaret |

- 1. februar – Hildegard Knef, tysk skuespiller, sanger og forfatter (født 1925).
- 2. februar – Paul Baloff, tidligere forsanger i thrash metal-bandet Exodus (født 1960).
- 4. februar – Karen Marie Løwert, dansk skuespillerinde og teaterchef (født 1914).
- 4. februar – Inge Konradi, østrigsk skuespiller (født 1924).
- 4. februar – Sigvard Bernadotte, svensk prins og greve af Wisborg (født 1907).
- 7. februar – Ove Nathan, dansk fysiker (født 1926).
- 9. februar – Princess Margaret, søster til Dronning Elizabeth II (født 1930).
- 9. februar – Gregers Nielsen, dansk fotograf (født 1931).
- 10. februar – Traudl Junge, tysk sekretær for Hitler (født 1920).
- 10. februar − Ramón Arellano Félix, mexicansk kriminel (født 1964).
- 11. februar – Boriss Bērziņš, lettisk maler, grafiker, tegner og pædagog (født 1930).
- 12. februar – John Eriksen, dansk fodboldspiller (født 1957).
- 15. februar – Kevin Smith, newzealandsk skuespiller (født 1963).
- 21. februar – Harold Furth, amerikansk leder i plasmafysik og atomar fusion (født 1930).
- 21. februar – John Thaw, engelsk skuespiller (født 1942).
- 22. februar – Chuck Jones, amerikansk animator (født 1912).
- 22. februar – Jonas Savimbi, Angolansk rebel og politisk leder (født 1934).
- 22. februar – Peter Bohnstedt-Petersen, dansk direktør og bilimportør (født 1940).
- 27. februar – Spike Milligan, britisk komiker, forfatter og poet (født 1918).
- 28. februar – Helmut Zacharias, tysk violinist (født 1920).

## Marts
| - Elizabeth Bowes-Lyon |

- 1. marts – Børge Olsen, dansk købmand og direktør (født 1910).
- 2. marts – Halfdan Rasmussen, dansk forfatter (født 1915).
- 9. marts – Ernst Andersen, dansk jurist, dr.jur. og professor i retsvidenskab ved Københavns Universitet (født 1907).
- 11. marts – James Tobin, amerikansk økonom og nobelprismodtager (født 1918).
- 11. marts – Erhard Jakobsen, dansk politiker og partistifter (født 1917).
- 11. marts − Marion Dönhoff, tysk journalist og forfatter (født 1909).
- 13. marts – Hans-Georg Gadamer, tysk filosof (født 1900).
- 14. marts – Ole Palle Hansen, kgl. dansk balletdanser og koreograf (født 1913).
- 24. marts – Erik Møller, dansk arkitekt (født 1909).
- 25. marts – Flemming Juncker, dansk godsejer og modstandsmand (født 1904).
- 25. marts – Gustaf Bentsen, dansk skuespiller (født 1914).
- 27. marts – Milton Berle, amerikansk komiker og skuespiller (født 1908).
- 27. marts – Dudley Moore, britisk komiker og skuespiller (født 1935).
- 27. marts – Billy Wilder, polsk-amerikansk filmmanuskriptforfatter og filminstruktør (født 1906).
- 29. marts – Henning Bahs, dansk filmmand (født 1928).
- 30. marts – Elizabeth Bowes-Lyon, hendes majestæt Dronning Elizabeth, Storbritanniens dronningemoder (født 1900).

## April
| - Thor Heyerdahl |

- 15. april – Hans-Henrik Krause, dansk skuespiller og instruktør (født 1918).
- 15. april − Folmer Christensen, dansk modstandsmand (født 1909).
- 18. april – Thor Heyerdahl, norsk opdagelsesrejsende (født 1914).
- 18. april – Bo Bramsen, dansk chefredaktør og forlagsdirektør (født 1912).
- 22. april – Linda Boreman, alias Linda Lovelace, amerikansk pornostjerne (født 1949).
- 22. april – Gerner Kajberg, dansk maler (født 1919).
- 25. april – Uffe Harder, dansk digter (født 1930).
- 28. april – Aleksandr Lebed, russisk politiker og general (født 1950).
- 28. april – Lou Thesz,  amerikansk wrestler (født 1916).

## Maj
|  |

- 2. maj – Carl Heger, dansk skuespiller og teaterdirektør (født 1910).
- 3. maj – Erik Dahlerup, dansk højskoleforstander og teolog (født 1909).
- 6. maj – Pim Fortuyn, hollandsk politiker (født 1948).
- 6. maj − Murray Adaskin, canadisk musiker og rektor (født 1906).
- 13. maj – Hanne Lundberg, dansk forfatter (født 1932).
- 14. maj – Aage Gilberg, dansk læge, forfatter og debøttør (født 1912).
- 15. maj − Jean Dockx, belgisk fodboldspiller (født 1941).
- 17. maj – Dave Berg, tegneserietegner for Mad Magazine (født 1920).
- 18. maj – Davey Boy Smith, Britisk professionel wrestler (født 1962).
- 20. maj – Stephen Jay Gould, amerikansk palæontolog (født 1941).
- 20. maj – Hannah Bjarnhof, dansk skuespiller og sanger (født 1928).
- 22. maj – Ole Høyer, dansk komponist (født 1927).
- 25. maj – Marie Hammer, dansk zoolog (født 1907).

## Juni
|  |

- 4. juni –  Fernando Belaúnde Terry, tidligere præsident af Peru (født 1912).
- 5. juni – Dee Dee Ramone, amerikansk bassist i Ramones 1974-1989 (født 1951).
- 7. juni – Signe Hasso, svensk/amerikansk skuespiller, forfatter og komponist (født 1915).
- 10. juni – John Gotti, amerikansk Mafia-boss (født 1940).
- 14. juni − Lily Carlstedt, dansk spydkaster (født 1926).
- 15. juni – Said Belqola, marokkansk fodbolddommer (født 1955).
- 17. juni – Fritz Walter, tysk fodboldspiller (født 1920).
- 19. juni – Flemming af Danmark, dansk greve (født 1922).
- 21. juni – F.J. Billeskov Jansen, dansk forfatter (født 1907).
- 22. juni – Esther Lederer, også kendst som Ann Landers (født 1918).
- 24. juni – Jørgen Brems Dalgaard, dansk læge og retsmediciner (født 1918).
- 27. juni – John Entwistle, engelsk bassist, The Who (født 1944).
- 27. juni – Johannes Bæch, dansk maler og tegner (født 1920).
- 28. juni – François Périer, fransk skuespiller (født 1919).
- 29. juni – Ole-Johan Dahl, computer-videnskabsmand som opfandt begrebet objektorienteret programmering (født 1931).
- 29. juni – Linda Larsen, dansk maler og grafiker (født 1950).
- 29. juni − Alfred Dregger, tysk politiker (født 1920).

## Juli
| - John Frankenheimer - Rod Steiger |

- 2. juli – Ray Brown, amerikansk jazzbassist (født 1926).
- 2. juli − Earle Brown, amerikansk komponist (født 1926).
- 5. juli – Ted Williams, medlem af Baseball Hall of Fame og spiller for Boston Red Sox (født 1918).
- 6. juli – John Frankenheimer,  amerikansk filminstruktør (født 1930).
- 9. juli – Rod Steiger, amerikansk skuespiller (født 1925).
- 10. juli – Ole Andersen, borgmester i Gladsaxe Kommune 1983-02 (født 1937).
- 14. juli – Joaquín Balaguer, præsident af den Dominikanske Republik i 1960-62, 1966-78 og 1986-96 (født 1906).
- 15. juli – Ib Makwarth, dansk filminstruktør (født 1937).
- 21. juli – Bjørn Madsen, dansk brygger og konsul (født 1919).
- 21. juli − Gus Dudgeon, engelsk pladeproducer (født 1942).
- 22. juli – Solveig Sundborg, dansk skuespillerinde (født 1910).
- 23. juli – Chaim Potok, amerikansk novelleforfatter (født 1929).
- 28. juli – Archer John Porter Martin, engelsk kemiker og nobelprismodtager (født 1910).
- 29. juli – Finn Konow Bojsen, dansk overlæge og kirurg (født 1921).

## August
| - Edsger Dijkstra - Lionel Hampton |

- 5. august – Chick Hearn, amerikansk pro-basketball announcer (født 1916).
- 5. august – Jes Peter Asmussen, dansk teolog og filolog (født 1928).
- 6. august – Edsger Dijkstra, hollandsk computervidenskabsmand (født 1930).
- 7. august – Mogens Andreassen, dansk overkirurg og professor (født 1911).
- 7. august − Dominick Browne, 4. baron Oranmore og Browne, britisk politiker og officer (født 1901).
- 8. august – Elias Bredsdorff, dansk forfatter og litteraturhistoriker (født 1912).
- 8. august − Per Cock-Clausen, dansk kunstskøjteløber og politiker (født 1912).
- 12. august – Knud Lundberg, dansk fodboldspiller, læge og journalist (født 1920).
- 14. august – Dave Williams, amerikansk forsanger i Drowning Pool (født 1972) – fundet død i bandets tourbus.
- 26. august – Aslambek Abdulkhadzhiev, tjetjensk terrorist.
- 28. august – Else Petersen, dansk skuespillerinde (født 1910).
- 31. august – Lionel Hampton, amerikansk vibrafonist (født 1908).

## September
| - Kim Hunter |

- 2. september – Ken Menke, amerikansk basketballspiller (født 1922).
- 3. september – Ole Lippmann, dansk direktør og modstandsmand (født 1916).
- 3. september – Kenneth Hare, canadisk klimatolog og akademisk (født 1919).
- 11. september – Kim Hunter, amerikansk skuespillerinde (født 1922).
- 11. september – Johnny Unitas, amerikansk NFL quarterback (født 1933).
- 20. september – Sergei Bodrov, Jr., russisk skuespiller, instruktør og manuskriptforfatter (født 1971).
- 21. september – Robert Lull Forward, science fiction-forfatter og fysiker (født 1932).
- 21. september − Angelo Buono, amerikansk seriemorder (født 1934).
- 21. september – Hanne Sommer, dansk tv-speaker (født 1939).
- 23. september – John Degnbol-Martinussen, dansk forsker, forfatter og universitetsprofessor (født 1947).
- 23. september − Jørgen Diemer, dansk modstandmand (født 1916).
- 25. september – Arnold Ross, amerikansk matematiker (født 1906).
- 25. september − Jacques Borel, fransk forfatter (født 1925).
- 26. september – Eleonore Bjartveit, norsk læge og politiker (født 1924).
- 27. september – Erik Graeser, dansk billedhugger (født 1927).
- 29. september – Zvi Kolitz, litauiske forfatter (født 1912).

## Oktober
| - Richard Harris |

- 6. oktober – Claus van Amsberg, ægtemand til Beatrix af Nederlandene (født 1926).
- 13. oktober – Stephen Ambrose, amerikansk historiker og forfatter til en biografi af Dwight Eisenhower (født 1936).
- 16. oktober – Per Bak, dansk teoretisk fysiker (født 1948).
- 17. oktober − Chuck Domanico, amerikansk bassist (født 1944).
- 24. oktober – Lotte Tarp, dansk skuespillerinde og forfatter (født 1945).
- 25. oktober – Richard Harris, irsk skuespiller (født 1930).
- 25. oktober – Paul Wellstone, amerikansk senator (født 1944).
- 26. oktober − Movsar Barajev, tjetjensk terrorist (født 1979).
- 27. oktober − Tom Dowd, amerikansk musiker (født 1925).
- 28. oktober – Margaret Booth, amerikansk film editor (bl.a. Mytteriet på Bounty) (født 1898).

## November
| - James Coburn |

- 2. november – Charles Sheffield, engelsk science fiction-forfatter og fysiker (født 1935).
- 2. november – Tonio Selwart, tysk-østrigsk skuespiller og Broadway performer (født 1896).
- 3. november – Lonnie Donegan, skotsk musiker (født 1931).
- 3. november – Jonathon Harris, amerikansk skuespiller (født 1914).
- 4. november – Niels Steen Gundestrup, dansk polarforsker (født 1944).
- 7. november – Rudolf Augstein, grundlægger og administrerende editorialist af den tyske ugeavis Der Spiegel (født 1923).
- 7. november − Eduard Boëtius, en af de sidste overlevende fra LZ 129 Hindenburg-katastrofen i 1937 (født 1910).
- 11. november – Søren Løvtrup, dansk biolog, zoolog, forfatter og professor (født 1932).
- 13. november – Mogens Brix-Pedersen, dansk skuespiller, instruktør og scenograf (født 1930).
- 15. november – Myra Hindley, engelsk morder (født 1942).
- 15. november – Kai Løvring, dansk skuespiller (født 1931).
- 16. november – Valdemar Foersom Hegndal, dansk billedhugger (født 1916).
- 17. november − Abba Eban, israelsk politiker (født 1915).
- 18. november – James Coburn, amerikansk skuespiller (født 1928).
- 20. november – Erik Bruun de Neergaard, dansk dommer og politiker (født 1918).
- 21. november – Stephan Kappel, dansk arkitekt (født 1934).
- 24. november – John Rawls, amerikansk filosof (født 1921).
- 25. november – Karel Reisz, tjekkisk-født britisk filminstruktør (født 1926).
- 26. november – Verne Winchell, grundlægger af Winchell's Donuts (født 1915).

## December
|  |

- 1. december – Edward L. Beach, Jr., amerikansk flådeofficer og forfatter (født 1918).
- 3. december – Glenn Quinn, irsk skuespiller (født 1970).
- 4. december – Gert Due Billing, dansk kemiker og professor (født 1946).
- 5. december – Bob Berg, amerikansk tenorsaxofonist (født 1951).
- 8. december – Ole Bernt Henriksen, dansk journalist og politiker (født 1934).
- 8. december – Henning Wellejus, dansk komponist og dirigent (født 1919).
- 9. december – Stan Rice, maler, pædagog, digter, gift med forfatteren Anne Rice (født 1942) - cancer.
- 10. december – Desmond Keith Carter, dømt morder (født 1967) - henrettet ved dødelig indsprøjtning i North Carolina.
- 12. december – Dee Brown, forfatter (Bury My Heart at Wounded Knee) (født 1908).
- 14. december – Jack Bradley, engelsk fodboldspiller (født 1916).
- 15. december – Ole Søgaard, dansk skuespiller (født 1936).
- 17. december − Mahmoud Fayad, egyptisk vægtløfter (født 1926).
- 18. december – Varinka Muus, dansk forfatter og modstandskvinde (født 1922).
- 20. december – Hans Morten Rubin, dansk afdelingsleder i DR (født 1932).
- 20. december – Suzanne Castenskiold-Benzon, dansk forfatter, foredragshold og lægprædikant (født 1939).
- 22. december – Joe Strummer, engelsk musiker, sanger/sangskriver/guitarist i The Clash (født 1952).
- 23. december – Svend-Erik Nørregaard, dansk trommeslager (født 1941).
- 27. december – George Roy Hill, amerikansk filminstruktør (født 1921).